# Грубих, Иоахим
Иоахим Грубих (пол. Joachim Grubich; 16 января 1935, Хелмно — 16 августа 2025) — польский органист.
Окончил Краковскую Высшую школу музыки (1961), ученик Бронислава Рутковского (орган) и Артура Малявского (гармония и контрапункт). В 1961 г. выиграл Всепольский конкурс старинной музыки, в 1962 г. — Международный конкурс исполнителей в Женеве. В 1961—1964 гг. работал в музыкальной редакции Краковского радио, затем преподавал в Краковской Высшей школе музыки, с 1970 г. руководил органным классом Варшавской академии музыки, в 2007 г. удостоившей его звания почётного доктора.
Концентрировал во многих странах Европы, также неоднократно выступал в СССР, записал 25 альбомов.
Скончался 16 августа 2025 года.